# Kai perplauksi upę
A Kai perplauksi upę a Foje nevű litván együttes ötödik stúdióalbuma, amely 1995-ben jelent meg.

## Dalok
Minden dalt Andrius Mamontovas írt.
1. Aš numirsiu vistiek
2. Ši minutė
3. Meilės nebus per daug
4. Paskutinė diena
5. Kai perplauksi upę
6. Mes laimingi visai
7. Tolyn nuo tavęs
8. Sapnai
9. Atgal
10. Ponas niekas
11. Hey hey hey hey
12. Rankos paliečia smėlį

## Közreműködött
- Andrius Mamontovas – ének, gitár, csörgődob, zongora
- Arnas Lukošius – billentyűs hangszerek
- Darius Burokas – basszusgitárok, billentyűs hangszerek
- Algimantas Kriščiūnas – dob, ütőhangszerek

Valamint
- Artūras Šidlauskas – zenei rendező
- Raimondas Trilikauskis – mastering (1994. november , M-1 hangstúdió)
- Artūras Valiauga – fotó